# 福地豊樹
福地 豊樹（ふくち とよき、1952年6月 - ）は日本のスポーツ運動学者。群馬大学教授。群馬大学教育学部附属中学校校長。

## 人物
日本体育大学体育学部体育学科卒。体育学研究科修了。

## 主な著書

### 単著
- 明治期運動会の一断面〜師範学校運動会にみる運動会の学校行事化過程〜 （見形道夫先生退職記念論集「体操とスポーツと教育と」（大空社、1989年）
- 「先生なぜですか」器機運動編とび箱ってだれが考えたの? （大修館書店、1991年）

### 共著
スポーツ史講義:スポーツ科学の進展と近代スポーツ（分担執筆）（大修館書店「スポーツ史講義」、1995年）

## 所属学会
- 日本体育学会
- スポーツ史学会
- 日本スポーツ運動学会
- 日本スポーツ教育学会
- 日本スポーツ人類学会